# Luis Ibáñez
Luis Ezequiel Ibáñez (Moreno Partido, 15. srpnja 1988.) je argentinski nogometaš koji trenutačno igra za Sesvete na poziciji lijevog bočnog ili lijevog ofenzivnog veznog.

## Klupska karijera

### Boca Juniors
Ibáñez je profesionalno počeo igrati nogomet za Boca Juniorse u argentinskom Primera Divisionu, a službeni debi za klub bio mu je 19. travnja 2008. u pobjedi protiv Newell Old Boys-a 2:1. Ibáñez je igrao u još jednoj utakmici lige 17. svibnja, opet pobjedi od 2:1, ovaj put protiv Racing Cluba. Čuo je da je Dinamo Zagreb zainteresiran za njega. Nakon konzultacija sa svojom obitelji i agentom, odlučio je prihvatiti ponudu iz zagrebačkog Dinama te nastaviti svoju nogometnu karijeru u Europi. Transfer vrijedan 650.000 eura dogovoren je 11. lipnja i Ibanez se Dinamu službeno pridružio dva tjedna kasnije.

### Dinamo Zagreb
U lipnju 2008. godine potpisuje petogodišnji ugovor s Dinamom iz Zagreba. Najavljen je kao zamjena za Hrvoja Čalu koji je transferiran u turski Trabzonspor. Za zagrebački klub argentinski lijevi bek odigrao je 119 utakmica te zabio 13 golova.

### Racing Club
U ljeto 2013. Lucho odlazi na jednogodišnju posudbu u argentinski Racing Club.

### Győri ETO FC
Poslije Španjolske, Ibáñez potpisuje za mađarski klub Győri ETO FC u 2015. S Mađarima je potpisao ugovor do 31. prosinca 2016, ali su odlučili Argentinca s hrvatskom putovnicom otpustiti u srpnju 2015.

### Crvena zvezda
Srpski nogometni klub FK Crvena zvezda potom se ponudio kao novi klub za Ibáñeza. Ibáñez je prihvatio ponudu srpskog kluba i odradio svoj prvi trening 30. lipnja 2015. Bilo je nekih glasina da će branič ipak potpisati za Zvezdinog rivala FK Partizan, ali njegov agent je demantirao tu informaciju. 

### Trabzonspor
U 2016. godini je Argentinac prešao u turski Trabzonspor. U prvoj sezoni je nastupao pet puta u Süper Ligi. 

### Karabükspor
U rujnu 2017. je Ibáñez posuđen Karabüksporu.

### Zrinjski Mostar
U rujnu 2019. godine, Ibáñez je potpisao za Zrinjski Mostar.

### Grafičar Beograd
U srpnju 2021. je Ibáñez potpisao za Grafičar Beograd.

## Vanjske poveznice
- Luis Ibáñez na hnl-statistika.com